# Eduard Buess
Eduard Buess (* 11. Januar 1913 in Bettingen; † 29. Oktober 2003 in Dornach) war ein Schweizer evangelischer Geistlicher und Hochschullehrer.

## Leben
Eduard Buess war der Sohn des Theologen und Ökonomen Heinrich Buess und dessen Ehefrau Elise Hedwig (geb. Batschelet). Sein Bruder war der Mediziner Heinrich Buess.
Er wuchs in seinem Elternhaus auf der Chrischonahöhe auf; eine Häusergruppe, die rund um die ehemalige Wallfahrtskirche auf dem Berg St. Chrischona bei Bettingen liegt und in deren Sakristei 1840 die Pilgermission St. Chrischona gegründet wurde.
Nach Beendigung seiner schulischen Ausbildung erhielt er 1932 seine Matura und begann anschliessend eine Ausbildung zum Primarlehrer.
Weil er durch die landeskirchliche St. Chrischona-Gemeinschaft geprägt worden war, entschied er sich 1936 zu einem Theologiestudium an der Universität Basel und hörte dort vor allem Vorlesungen bei Karl Barth. Nach Beendigung seines Studiums war er von 1942 bis 1954 Pfarrer in Strengelbach und von 1954 bis 1973 in Biel-Benken. In dieser Zeit publizierte er 1948 seine Dissertation Jeremias Gotthelf: Sein Gottes- und Menschenverständnis und habilitierte 1952 in Basel mit Die Geschichte des mythischen Erkennens, die 1953 im Druck erschien.
Zu einer Professur an der Universität Wuppertal, für die sich Karl Barth bei Wilhelm Niesel 1958 einsetzte, kam es nicht, jedoch wurde er ab 1959 als Nachfolger von Eduard Thurneysen ausserordentlicher Professor für praktische Theologie, speziell Homiletik, an der theologischen Fakultät der Universität Basel; 1973 trat er von seinem Pfarramt zurück und konzentrierte sich ausschliesslich auf seine Lehrtätigkeit.
Eduard Buess war seit 1942 mit Elisabeth (geb. Frei) verheiratet. Von ihren Kindern ist namentlich bekannt:
- Madeleine Buess (* 1948), Psychotherapeutin.[3]

Er verstarb einen Tag vor seinem Freund, dem Historiker Markus Mattmüller.

## Politisches Wirken
In seinen späteren Lebensjahren wendete er sich politische Fragen zu und kämpfte gegen den Bau und Betrieb von Atomkraftwerken, setzte sich mit dem Marxismus auseinander und verteidigte die Schöpfung gegen das technische Allmachtsstreben. An seinem 60. Geburtstag schloss er sich noch der Anti-Atomkraft-Bewegung sowie den sozialistischen Kirchengenossen in Basel an.

## Schriften (Auswahl)
- Die Geschichte des mythischen Erkennens: wider sein Missverständnis in der „Entmythologisierung“. München: C. Kaiser, 1953.
- Die kirchlichen Richtungen. Zollikon-Zürich: Evangelischer Verlag, 1953.
- Zur Prädestinationslehre Karl Barths. Zollikon (ZH): Evangelischer Verlag, 1955.
- Der Streit um die Kernenergie. 1978.[5]
- Gottes Reich für diese Erde. Weltverantwortung aus Glauben und die Herausforderung des Marxismus. Neukirchen-Vluyn 1981. ISBN 978-3-7887-0626-5.
- Zur Theologie des Heiligen Geistes. München Kaiser 1981.
- Wer hat Angst vor Karl Marx?, doi:10.5169/seals-143116#137: Vom Unbehagen des Bourgeois in uns selbst; Weltruhm aus dem Jammer einer Existenz; Die Analyse der grossindustriellen Epoche der Entfremdung; Die Handlungsstrategie der Systemveränderung.  Vereinigung „Freunde der Neuen Wege“ 1984.
- Eduard Buess: Lieb, Fritz. In: Neue Deutsche Biographie (NDB). Band 14, Duncker & Humblot, Berlin 1985, ISBN 3-428-00195-8, S. 472 f. (Digitalisat).
- Maranatha – „Unser Herr kommt!“ : Sinn und Aktualität der urchristlichen Naherwartung. Neukirchen-Vluyn: Aussaat-Verlag, 1992.
- Eduard Buess; Rudolf Bohren: Die Zeit ist nahe: christliche Hoffnung am Ende des 20. Jahrhunderts.  Neukirchen-Vluyn: Aussaat-Verlag, 1996.
- Eduard Buess, Markus Mattmüller: Prophetischer Sozialismus. Blumhardt – Ragaz – Barth. Edition Exodus, Luzern 1986, ISBN 3-905575-22-1.
- Das Bild der Frau bei Jeremias Gotthelf. Basel: F. Reinhardt, 1997.